# Intsia bijuga
Intsia bijuga (também conhecida como ipil, merbau e kwila) é uma espécie vegetal da família Fabaceae. Esta árvore pode ser encontrada nos manguezais do Sudeste da Ásia e das ilhas do Oceano Pacífico.
É a árvore oficial do território americano de Guam.